# Supercoppa italiana 1999 (calcio femminile)
La Supercoppa italiana 1999 è stata la terza edizione della competizione.
La sfida si è disputata sabato 4 settembre 1999 allo Stadio Gino Manni di Colle di Val d'Elsa ed ha visto contrapporsi il Milan, vincitore della Serie A 1998-1999, e la Lazio, vincitrice della Coppa Italia 1998-1999.
Dopo l'iniziale vantaggio della Lazio con una rete di Patrizia Panico, il Milan ribalta il risultato grazie alle reti di Samantha Ceroni e Fortuna Illiano. Per le rossonere è la seconda Supercoppa consecutiva, dopo quella conquistata l'anno prima.

## Curiosità
- Per la seconda volta, la Supercoppa viene vinta dalla squadra campione d'Italia in carica.
- La Lazio aveva vinto la Coppa Italia battendo in finale proprio il Milan con un netto 4-0.
- Per la prima volta la partita termina col minimo scarto, dopo le goleade delle due prime edizioni.
- Patrizia Panico segna la sua prima rete nella competizione alla seconda partecipazione.
- La Lazio inaugura la sua prima finale di Supercoppa con una sconfitta: ne seguiranno altre due in altrettante finali. Era accaduto lo stesso dopo la prima finale (e prima sconfitta) di Coppa Italia, cui seguirono altre due sconfitte.
- Due settimane prima, anche il Milan maschile era sceso in campo per la rispettiva Supercoppa, ma era stato sconfitto per 2-1 in casa dal Parma: in caso di successo, sarebbe stata la prima volta in assoluto di un "doblete" maschile-femminile nella stessa competizione. Viceversa accadde nella Supercoppa del 2004, quando il Milan maschile vinse il titolo con un 3-0 alla Lazio, mentre la squadra femminile perse per 5-0 contro la Torres, facendo sfumare di nuovo il record.

## Tabellino
| Arbitro: | Cristina Gozzi (Terni) |

|                        |           |            |
| Ceroni 76’ Illiano 87’ | Marcatori | 65’ Panico |

| Milan | Lazio |

### Formazioni
| ACF Milan          |    |                      |     |             |
|                    |    |                      |     |             |
| P                  | 1  | Giorgia Brenzan      |     |             |
| D                  | 2  | Filomena De Vincenzo | 77’ | Ammonizione |
| D                  | 3  | Paola Zanni          |     |             |
| D                  | 4  | Sabrina Cortese      |     |             |
| D                  | 5  | Stella La Capra      |     |             |
| C                  | 6  | Bonny Madsen         |     |             |
| C                  | 7  | Federica Tamagnini   |     |             |
| C                  | 8  | Samantha Ceroni      |     |             |
| C                  | 9  | Silvia Tagliacarne   |     |             |
| A                  | 10 | Irene Villa          | 38’ |             |
| A                  | 11 | Chiara Gazzoli       |     | Ammonizione |
| A disposizione:    |    |                      |     |             |
| P                  |    | Silvia Neotti        |     |             |
| D                  |    | Anna Duò             | 77’ |             |
| D                  |    | Marianna Marini      |     |             |
| C                  |    | Roberta Miranda      |     |             |
| C                  |    | Katia Mattarel       |     |             |
| A                  |    | Fortuna Illiano      | 38’ |             |
| A                  |    | Annalisa Zambetta    |     |             |
| Allenatore:        |    |                      |     |             |
| Giancarlo Tabacchi |    |                      |     |             |

| Lazio CF          |    |                    |     |             |
|                   |    |                    |     |             |
| P                 | 1  | Eva Russo          |     |             |
| D                 | 2  | Ilaria Brachetti   |     |             |
| D                 | 3  | Maria Sorvillo     |     |             |
| D                 | 4  | Valentina Lanzieri | 46’ |             |
| D                 | 5  | Monica Caprini     |     |             |
| C                 | 6  | Adele Frollani     |     |             |
| C                 | 7  | Tatiana Zorri      |     | Ammonizione |
| C                 | 8  | Vania Massimi      |     |             |
| C                 | 9  | Patrizia Panico    |     | Ammonizione |
| A                 | 10 | Cinzia Giampiccolo |     |             |
| A                 | 11 | Simona Di Renzo    | 77’ |             |
| A disposizione:   |    |                    |     |             |
| P                 |    | Francesca Armeni   |     |             |
| P                 |    | Silvia Colella     |     |             |
| D                 |    | Floriana Brancati  | 46’ |             |
| C                 |    | Vanessa Rossetti   |     |             |
| C                 |    | Sandra Sussa       |     |             |
| A                 |    | Daniela Colasante  | 77’ |             |
| Allenatore:       |    |                    |     |             |
| Emilio Napolitano |    |                    |     |             |